# Sainte-Austreberthe (Senna Marittima)
Sainte-Austreberthe è un comune francese di 595 abitanti situato nel dipartimento della Senna Marittima nella regione della Normandia.

## Società

### Evoluzione demografica
Abitanti censiti